# Harold Gramatges
Harold Gramatges, né le 26 septembre 1918 à Santiago de Cuba et mort le 16 décembre 2008 à La Havane, est un compositeur, pianiste et enseignant cubain.

## Biographie
Harold Gramatges naît le 26 septembre 1918 à Santiago de Cuba. En 1941, il entre au conservatoire de Santiago de Cuba pour étudier sous la direction du professeur Dulce María Serret, puis étudie la composition au Conservatoire municipal de La Havane avec Amadeo Roldán et José Ardévol (Rodriguez 2001) et avec le professeur Flora Mora[réf. nécessaire]. En 1942, il se rend  aux États-Unis pour compléter ses études au Berkshire Music Center sous la direction d'Aaron Copland (composition) et Serge Koussevitzky (direction d'orchestre) (Rodriguez 2001).
Ensuite il fonde et dirige l'Orchestre du Conservatoire municipal de Cuba, où il travaillé comme professeur d'harmonie, de composition, d'esthétique et d'histoire de la musique. En 1958, il reçoit le prix du Reichold des Caraïbes et de l'Amérique centrale, décerné par l'Orchestre de Detroit pour sa Sinfonía en mi. En 1959, il crée le département musical de la Casa de las Américas. Il passe sa vie à travailler à la transformation et au développement de l'éducation musicale à Cuba. En 1961 et 1964, il est ambassadeur de Cuba en France.
Son travail tend à rapprocher les formes de la musique classique contemporaine et de la musique moderne cubaine ou latino-américaine. Son catalogue comprend de la musique symphonique, de chambre, vocale et de scène pour le théâtre et le cinéma. Il meurt en décembre 2008 à La Havane à Cuba.
En 1996, il a reçu le Prix Tomás Luis de Victoria.

## Œuvre
- Musique sur des textes de Juan Ramón Jiménez, Góngora, Rafael Alberti et Justo Rodríguez Santos
- Icaro, pour percussion et piano. Ballet à la demande d'Alicia Alonso
- Sonate pour piano
- Duo pour flûte et piano
- Trio pour clarinette, violoncelle et piano (1944)
- Prélude du ballet Mensaje al futuro
- Symphonie en mi
- Caprice pour flûte, clarinette, alto et violoncelle
- Concertino pour piano et instruments à vent
- Sérénade pour orchestre à cordes (Serenata para cuerdas), (1947)
- Deux danses cubaines (Montuna et Sonera)
- Sinfonietta pour orchestre
- Triptico pour voix et piano (avec des textes de José Martí)
- Quintette de bois
- Toccata pour bandonéon
- In Memorian homage to Frank País, La Muerte de un Guerrillero pour orchestre
- Movil I pour piano
- Film II pour flûte, corno, piano-céleste, xilophono et percussions
- Cantate pour Abel
- Concert pour guitare et orchestre